# HMS Anemone (K48)
«Анемон» (англ. HMS Anemone (K48) — військовий корабель, корвет типу «Флавер» Королівського військово-морського флоту Великої Британії за часів Другої світової війни.
Корвет «Анемон» був закладений 26 жовтня 1939 року на верфі компанії Blyth Shipbuilding Company, у Блайті. 22 квітня 1940 року він був спущений на воду, а 12 серпня 1940 року увійшов до складу Королівських ВМС Великої Британії.
7 січня 1941 року корвети «Анемон» та «Ла Мало» потопили італійський ПЧ «Джакомо Нані»
У березні 1943 року «Анемон» разом з есмінцем «Беверлі» та корветом «Пеніворт» супроводжував конвой HX 229, який перебував під постійними атаками вовчих зграй «Раубграф» та «Дрангер». U-616 здійснив невдалу спробу торпедувати есмінець. Попри зусилля ескорту, конвой втратив 13 суден.